# Željko Žarić
Željko R. Žarić (7. avgust 1967 — 12. januar 2005, Podgorica) je bio crnogorski pesnik.

## Biografija
Osnovnu i srednju školu završio je u Danilovgradu. Studirao je prava u Podgorici.
Pesme je objavljivao u književnim listovima i časopisima. Živeo je i radio u Danilovgradu. 

## Bibliografija
- »Odlivam vino«, pesme (Beograd, 1994)
- »Trunka duše«, pesme (Beograd, 1996)

## Spoljašnje veze
- Todor Baković o Željku Žariću[мртва веза]